# Team Agostini
Team Agostini è stata una squadra motociclistica diretta da Giacomo Agostini.

## Storia

### Yamaha (1982-1991)
Conclusa la carriera da pilota professionista al termine della stagione 1977, Agostini nel 1982 decise di fondare una propria squadra motociclistica per gestire delle motociclette Yamaha di derivazione ufficiale della casa motociclistica. Pertanto, con il supporto tecnico della casa giapponese e dei finanziamenti della Marlboro, ingaggiò Graeme Crosby e Graziano Rossi per correre nella classe 500 del motomondiale, il pilota neozelandese concluse il campionato piloti al secondo posto con 76 punti, totalizzando cinque piazzamenti a podio nelle 11 gare stagionali a cui prese parte, mentre il pilota italiano non ottenne piazzamenti tali da consentirgli di totalizzare punti per la classifica mondiale.
I risultati ottenuti dalla squadra al suo primo anno di partecipazione al motomondiale, spinsero nel 1983 la Yamaha a spostare Kenny Roberts al team Agostini, inoltre fu ingaggiato Eddie Lawson quale seconda guida. Anche in questa occasione, i risultati vedono la squadra confermarsi nelle posizioni di vertice della classe 500, con Roberts che chiude secondo con 142 punti, frutto di sei vittorie, nove podi, sei pole position e sei giri più veloci, con il pilota statunitense che perde il titolo per due punti a favore della Honda di Freddie Spencer. Lawson, all'esordio nel motomondiale quale pilota titolare, chiuse quarto in graduatoria con 78 punti (con quattro podi stagionali).
Nel 1984 venne confermato Lawson, mentre venne ingaggiato Virginio Ferrari per occupare la moto lasciata vacante dal ritiro di Roberts. In questa stagione Lawson si laurea campione mondiale della classe 500, con 142 punti realizzando in stagione: quattro vittorie, nove podi, due pole position e tre giri più veloci. Ferrari si posiziona decimo in classifica con 22 punti.
Sono questi gli anni in cui si sviluppa il dualismo tra Lawson (pilota del team Agostini) e Spencer (pilota del team Rothmans Honda), infatti nel 1985 è proprio Spencer che torna a sopravanzare Lawson, vincendo il titolo di campione del mondo, mentre il pilota del team Agostini torna ad essere secondo in campionato facendo segnare 133 punti, con tre vittorie, nove podi, due pole position e tre giri più veloci. Per quel che concerne la seconda guida, Ferrari viene sostituito da Raymond Roche, con il francese che si piazza settimo nel mondiale con 50 punti, ottenendo l'unico podio della sua stagione in occasione del GP di Francia.

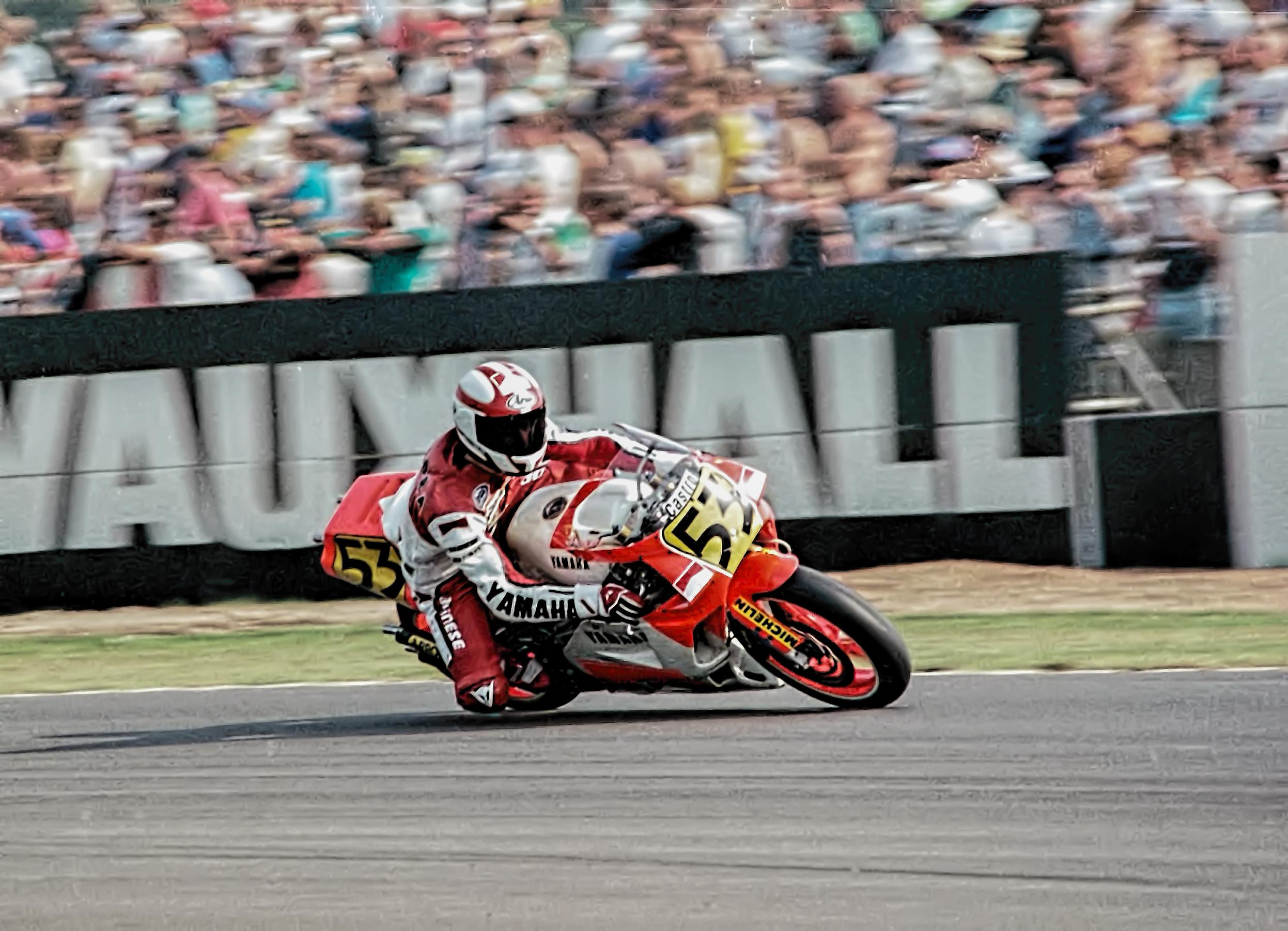
Luca Cadalora su Yamaha YZR 500 del Team Agostini al Gran Premio di Gran Bretagna 1989.

Nel 1986 diventano quattro i piloti schierati dal team Agostini, con la partecipazione al motomondiale che non si limita più alla sola classe 500, ma si amplia anche alla classe 250, confermandosi (in entrambe le classi) quale squadra di riferimento per la Yamaha. In classe 500 Lawson si laurea campione mondiale per la seconda volta, conquistando in stagione 139 punti frutto di sette vittorie, dieci podi, sette pole position e sei giri più veloci. Ancora un cambiamento per quel che concerne la seconda guida, con Robert McElnea che prende il posto di Roche, con il britannico che si classifica quinto in classifica con 60 punti. I risultati in classe 250 sono di minor rilievo rispetto alla classe maggiore, Martin Wimmer chiude 6º con 56 punti, realizzando durante il campionato due podi, quattro pole position e tre giri più veloci), mentre Tadahiko Taira chiude nono nel mondiale con 28 punti portando alla squadra la prima vittoria nella classe in occasione del GP di San Marino. A partire da questa stagione però il team Agostini non è più l'unica squadra di riferimento per la Yamaha, con il costruttore giapponese che decise di supportare anche il team Roberts.
Ancora un aumento dell'impegno per il 1987, con i piloti schierati in 500 che diventano tre, con Lawson che si conferma il pilota di punta della squadra chiudendo terzo con 157 punti, conquistando cinque vittorie, dodici podi, due pole position ed un giro più veloce), Taira ,promosso in 500 dopo una stagione in 250, sesto con 56 punti, per il pilota giapponese un podio ed un giro più veloce, e McElnea decimo con 39 punti. Per quel che concerne la classe 250, confermato Wimmer che conclude ottavo con 61 punti (realizza una vittoria, tre podi, una pole position e due giri più veloci), viene ingaggiato Luca Cadalora che, da esordiente nella classe 250, si posiziona settimo con 63 punti, piazzandosi per tre volte a podio, ottenendo inoltre tre pole position ed un giro più veloce. 
Terzo titolo mondiale per Lawson nel 1988 e terzo titolo per il team Agostini, lo statunitense vince il campionato mondiale con 252 punti, conquistando in stagione sette vittorie, dodici podi, due pole position e cinque giri più veloci. Come compagno di squadra di Lawson viene ingaggiato Didier de Radiguès che si classifica settimo con 120 punti, i fatti salienti della sua stagione sono il podio in occasione del GP d'Austria ed un giro più veloce. In classe 250 Cadalora si classifica sesto con 136 punti, il pilota italiano ottiene le sue prime vittorie in 250 (nei GP di Germania e di Gran Bretagna), con altri tre podi, una pole position ed un giro più veloce.
Il 1989 è il primo anno di flessione per il team Agostini, Lawson decide di lasciare la squadra per accordarsi con il team Rothmans Kanemoto Honda, con cui vince il titolo, confermandosi campione del mondo, nonostante il cambio di motocicletta. Agostini decide di sostituire entrambi i piloti, provando a rilanciare Freddie Spencer (dopo i ripetuti problemi fisici che lo afflissero a seguito dei titoli mondiali del 1985) ed ingaggiando il britannico Niall Mackenzie quale secondo pilota. Spencer però non riesce a recuperare dai problemi fisici (tanto che in alcuni GP viene sostituito da Cadalora), si classifica sedicesimo con 33,5 punti; migliori riscontri li ottiene Mackenzie con i 103 punti che gli valsero il settimo posto nel mondiale, ottenendo un podio al GP di Spagna. Migliori risultati tra le squadre equipaggiate di motociclette Yamaha li ottiene il team Roberts, che con Wayne Rainey giunge secondo (alle spalle di Lawson) con 210,5 punti, figurando quale pilota di punta della casa dei tre diapason. In classe 250,  Cadalora è quinto con 127 punti, riuscendo nell'arco del campionato ad ottenere due vittorie, cinque podi, tre pole position e tre giri più veloci.
La stagione del 1990 è quella del ridimensionamento per la squadra, la Yamaha decide di supportare ufficialmente in classe 500 solo il team Roberts, inoltre anche la Marlboro decise di finanziare la squadra di Roberts, dividendo gli investimenti tra le due squadre. Conseguenza di questi accadimenti è quella che Agostini decide di schierare due motociclette, affidate a Cadalora e Àlex Crivillé, solo in 250, ritirandosi di fatto dalla classe regina del motomondiale. I risultati vedono Cadalora terzo con 184 punti con tre vittorie, sette podi, una pole position e 3 giri più veloci, mentre lo spagnolo Crivillé è tredicesimo con 51 punti. Anche in questa annata è però un pilota del team Roberts, lo statunitense John Kocinski, con moto identica ai piloti del team Agostini, a vincere il titolo della classe intermedia del motomondiale.
Ormai in difficoltà con Yamaha (che concentra sempre di più l'impegno tecnico sulla squadra di Roberts), Agostini corre l'ultima stagione con il costruttore giapponese nel 1991, schierando una TZ-M affidata a Paolo Casoli in 250. Il pilota italiano è decimo con 65 punti alla fine del campionato.

### Cagiva (1992-1994)

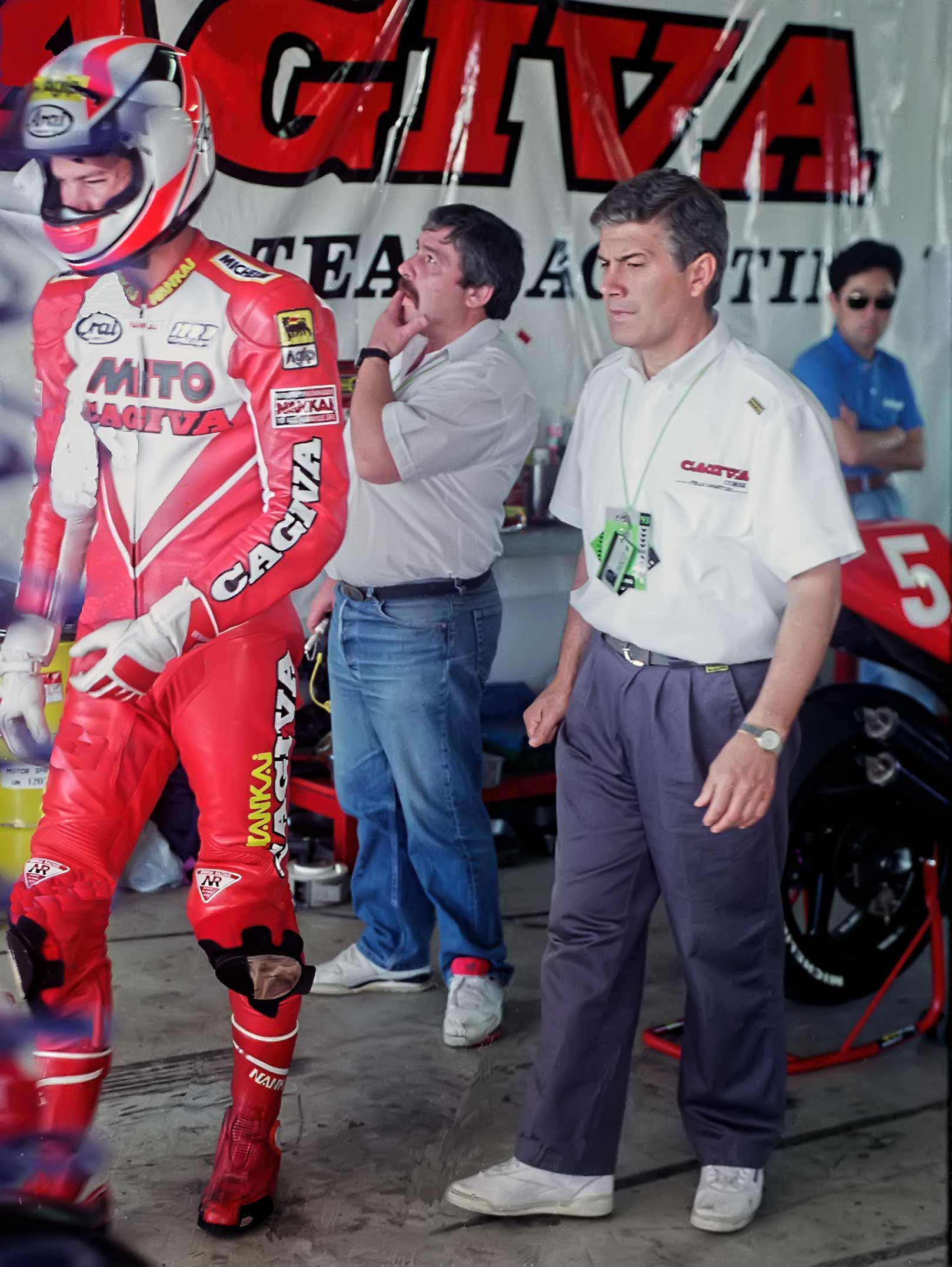
Agostini (a destra) con Doug Chandler nel box Cagiva al Gran Premio d'Australia 1993.

Terminato il rapporto di collaborazione con la Yamaha, nel 1992 Agostini viene incaricato dalla Cagiva di dirigere la squadra italiana nella classe 500, con il team che perde la sponsorizzazione storica della Marlboro e viene ridenominato come Cagiva Team Agostini. Proprio in Cagiva, Giacomo Agostini si ritrova a dirigere Lawson (con cui vinse tre titoli mondiali) con cui ottiene al GP d'Ungheria la prima vittoria per il costruttore italiano in classe 500, inoltre sempre con Lawson la Cagiva realizza la prima pole in 500 in occasione del GP d'Olanda. Sempre in occasione del GP d'Olanda il secondo pilota del team, il brasiliano Alex Barros, realizza il suo unico piazzamento a podio in stagione, posizionandosi tredicesimo con 29 punti nella graduatoria.
Nel 1993 vengono sostituiti entrambi i piloti, in quanto Lawson decide di ritirarsi dall'agonismo, mente Barros lascia la squadra per trasferirsi al team Lucky Strike Suzuki. Agostini decide così di ingaggiare lo statunitense Doug Chandler e l'australiano Mat Mladin, quest'ultimo esordiente in 500. I risultati dei due piloti titolari vedono Chandler decimo con 83 punti (un piazzamento a podio in occasione del primo GP stagionale in Australia), mentre Mladin è tredicesimo con 45 punti. Sempre nella stessa stagione viene però ingaggiato per le ultime quattro gare stagionali John Kocinski, proprio in queste gare lo statunitense ottiene risultati migliori dei due piloti titolari, ottenendo una vittoria al GP degli Stati Uniti d'America e la pole position ed il giro più veloce al GP della FIM, concludendo undicesimo in campionato con 51 punti (in quattro gare realizza più punti, rispetto a quanti ottenuti da Mladin in tutto il campionato).
Visti i risultati ottenuti nelle ultime gare del 1993, per il 1994 Kocinski viene promosso pilota titolare in sostituzione di Mladin, mentre viene confermato Chandler. Riconfermando quanto accaduto la stagione precedente, è sempre Kocinski il pilota più competitivo della squadra, chiudendo il campionato piloti terzo con 172 punti, vincendo il GP d'Australia, totalizzando nel corso della stagione anche sette podi, tre pole position ed un giro più veloce, mentre Chandler ottiene solo un podio stagionale al GP d'Argentina, ottenendo il nono posto nel mondiale con 96 punti.
Al termine della stagione 1994 però, la Cagiva decide di ritirarsi dal motomondiale come costruttore, lasciando il team Agostini senza il supporto ufficiale di una casa motociclistica (dopo dieci anni con Yamaha e tre anni con la Cagiva).

### Honda (1995)
Nonostante le difficoltà derivanti dal non avere più il supporto di una azienda motociclistica, Agostini porta ancora avanti l'attività della sua squadra anche nel 1995, schierando nella classe 250 del motomondiale una Honda NSR 250, affidandola a Doriano Romboni. Il pilota italiano è nono con 75 punti, riuscendo pure a vincere il GP del Brasile ed a ottenere altri due piazzamenti a podio in stagione.
Terminata la stagione del 1995, per il 1996 Agostini non iscrive la sua squadra in nessun campionato motociclistico, terminando pertanto la carriera da team manager.